# Sinfonia n. 64 (Haydn)
La Sinfonia n. 64 in La maggiore (Hoboken I/64), nota anche con il soprannome di Tempora mutantur, è una sinfonia di Joseph Haydn, composta tra il 1773 e il 1775. Il probabile periodo di composizione fa collocare la scrittura della sinfonia al termine del periodo Sturm und Drang durante il quale Haydn aveva prodotto brani tra i più importanti del suo repertorio, tra cui la Sinfonia n. 44 e la n. 48.

## Il soprannome
Il soprannome Tempora mutantur fu dato da Haydn stesso. Sulle partiture orchestrali preparate per la prima esecuzione di questa sinfonia al Castello Esterházy, il compositore appose la dicitura "Tempora mutantur, et." all'inizio del manoscritto. La versione completa della locuzione è Tempora mutantur, et nos mutamur in illis. 
Haydn probabilmente la conosceva nella seguente forma:
Quomodo? Fit semper tempore peior homo.»
che si traduce in:
Come? Il trascorrere del tempo rende l'umanità peggiore.»
tratta dall'epigrammista John Owen, dalla sua popolare raccolta di Epigrammi pubblicata nel 1615.

## Movimenti
La strumentazione prevede due oboi, due corni e archi.
Sono presenti quattro movimenti, coerentemente con i canoni della sinfonia del Classicismo:
1. Allegro con spirito
2. Largo, 3/4
3. Minuetto e Trio, 3/4
4. Presto, 2/2

Il primo movimento inizia con due battute suonate pianissimo seguite da un "esplosione" melodica di tutti gli strumenti. Segue del materiale di transizione, che precede l'arrivo di un secondo tema in dominante, composto per violini e viole che suonano ad una differenza di un'ottava.
Il Largo prevede gli archi in sordina, cosa caratteristica del periodo di composizione. L'ampia melodia è intervallata da frequenti pause brevi, che dimostrano una sobrietà e una qualità tipiche della musica di Haydn. L'ascoltatore crede che il movimento sia composto per soli archi, finché gli strumenti a fiato non si inseriscono prepotentemente nella melodia. Il movimento si chiude in un modo particolarmente efficace, con il primo corno che suona la nota più grave del suo registro e il secondo corno che invece segue la stessa melodia dei violini.
Il tono cambia in gioioso nel Minuetto e nel Trio, mentre il finale (Presto) è in forma di Rondò.
Elaine Sisman sostiene che l'applicazione del principio del Tempora mutantur risieda nel secondo movimento.